# Johann Löwenthal
Pour les articles homonymes, voir Löwenthal.
Johann Jacob (János Jakab) Löwenthal, né le 15 juillet 1810 à Pest, en Hongrie, et mort le 20 juillet 1876 à St Leonards-on-Sea près de Hastings, au Royaume-Uni, est un maître hongrois du jeu d'échecs.

## Biographie
Löwenthal est le fils d'un commerçant juif. Il fait ses études au gymnasium de sa ville natale. En 1846, il gagne un match contre Carl Hamppe à Vienne (+5 -4 =0). Il reçoit un emploi public de Louis Kossuth en 1848, mais à la chute de ce dernier, Löwenthal est expulsé de Hongrie et émigre aux États-Unis en 1849.
En 1851, il se rend à Londres et est éliminé au premier tour du tournoi international de Londres par Elijah Williams. Il réside dès lors de façon permanente en Angleterre. Au tournoi de Manchester 1857, Löwenthal défait Adolf Anderssen pour la première place.

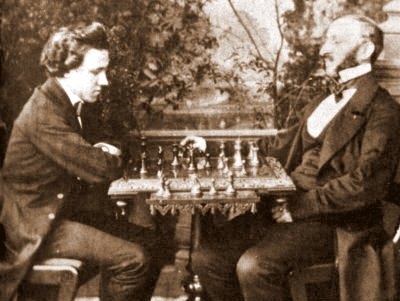
Match entre Morphy et Löwenthal en 1858.

En visite à La Nouvelle-Orléans, il affronte Paul Morphy à deux reprises, perdant trois parties au total. Il est l'un des premiers maîtres à jouer contre Morphy à l'arrivée de ce dernier à Londres en 1858. Morphy remporte le match sur le score de +9 -3 =2.
Quelques jours après cette défaite, Löwenthal remporte son plus grand succès en gagnant le championnat par élimination de la fédération britannique à Birmingham.
En 1860, Löwenthal profite de la popularité de Morphy pour publier une compilation des meilleurs parties de l'Américain intitulée Morphy's Games of Chess. Selon le biographe de Morphy David Lawson, Morphy accepte de signer des parties du livre par amitié pour Löwenthal, alors qu'il n'en est pas l'auteur.
Pendant un certain temps, Löwenthal sert de secrétaire au club d'échecs Saint-Georges de Londres. Il enseigne les échecs et invente le premier échiquier de démonstration. Il collabore à l'organisation d'un tournoi international en 1862 et publie le livre du tournoi.
Löwenthal est aussi le rédacteur de la rubrique échiquéenne du The Illustrated News of the World et de The Era. Il contribue aussi au Chess Players' Magazine (1863-1867).